# ديزيري دوي
ديزيري نونكا ماهو دوي (بالفرنسية: Désiré Nonka-Maho Doué) (مواليد 3 يونيو 2005) هو لاعب كرة قدم فرنسي محترف. يلعب كلاعب خط وسط مهاجم أو جناح مع نادي باريس سان جيرمان في الدوري الفرنسي والمنتخب الفرنسي. يُعتبر على نطاق واسع أحد أكثر المواهب الواعدة في كرة القدم الأوروبية، وهو معروف بمراوغته وسرعته وأسلوب لعبه الهادئ.
دوي هو لاعب دولي لمنتخب فرنسا للشباب، حيث لعب للمنتخب الوطني في مستويات تحت 17 عامًا وتحت 19 عامًا وتحت 21 عامًا، بالإضافة إلى تمثيل الفريق الأولمبي في عام 2024.

## المسيرة الكروية

### رين
بدأ دوي لعب كرة القدم مع أكاديمية الشباب في رين في سن الخامسة في عام 2011. بدأ مسيرته الكروية مع فريق الاحتياط في عام 2021، وبدأ التدريب مع الفريق الأول، في سن 15 عامًا، في فبراير 2021. في 14 أبريل 2022، وقع أول عقد احترافي له حتى عام 2024.
في 7 أغسطس 2022، شارك دوي لأول مرة كمحترف مع نادي فولونتاري كبديل في هزيمة 1–0 في الدوري الفرنسي على أرضه أمام لوريان. في 31 أغسطس، سجل هدفه الاحترافي الأول في مباراة الفوز 3–1 في الدوري على أرضه ضد بريست، ليصبح أول لاعب ولد في عام 2005 يسجل في أي من الدوريات الأوروبية الخمس الكبرى. في 6 أكتوبر، سجل دوي هدف الفوز في الدقيقة 89 لصالح رين في فوز 2–1 على أرضه في الدوري الأوروبي على دينامو كييف، وكان هدفه الأوروبي الأول. جعله هذا الهدف أصغر هداف فرنسي على الإطلاق في المسابقات الأوروبية للأندية بعمر 17 عامًا وأربعة أشهر وأربعة أيام. في 9 أكتوبر، سجل دوي هدفًا رائعًا في ديربي بريتون ‏ ضد نانت، ليضمن الفوز 3–0 بعد أقل من 60 ثانية من دخوله كبديل في الدقيقة 83. في 2 نوفمبر، مدد دوي هذا العقد مع رين لمدة عام آخر حتى عام 2025.

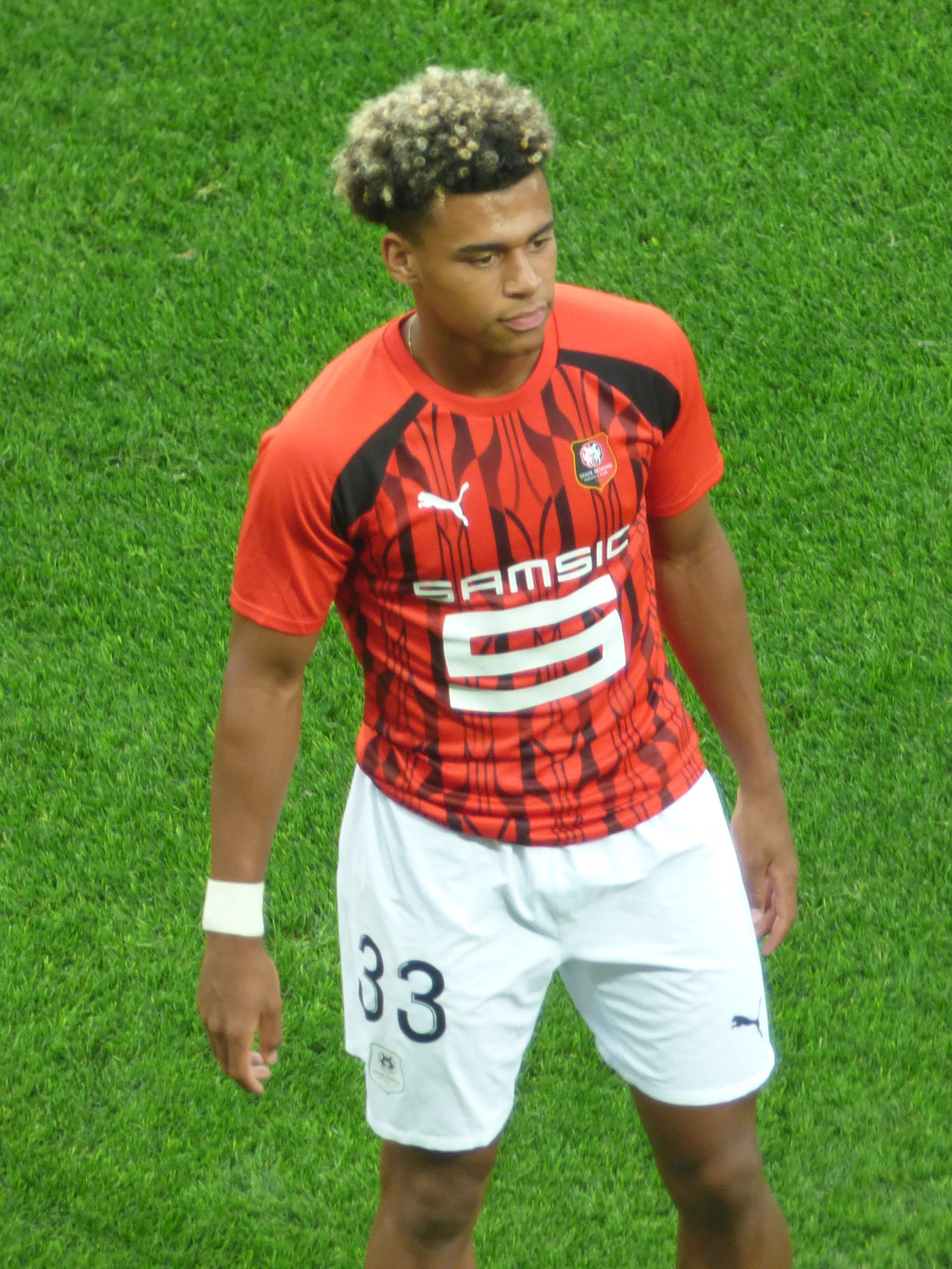
دوي مع رين في عام 2023

في 9 أبريل 2023، وجد دوي نفسه بديلاً في الدقائق الأخيرة من الهزيمة 3–1 أمام ليون بعد أن دخل من مقاعد البدلاء قبل 18 دقيقة. كان مدرب رين برونو جينيسيو ينتقد لاعب خط الوسط في تعليقاته بعد المباراة، لكنه قدم له أيضًا التشجيع: «هذا لا يعني أنني لا أثق به كثيرًا وأنه سيفشل في صنع مسيرة رائعة، ولكن بعض الأشياء تحتاج إلى فهم أسرع». أنهى دوي موسم 2022–23 في الدوري الفرنسي بـ 29 مباراة، 11 منها كلاعب أساسي.
في 1 أكتوبر 2023، سجل دوي هدفه الأول في موسم 2023–24 من الدوري الفرنسي في فوز 3–1 على نانت. في 26 يناير 2024 ضد ليون، صنع الهدف الأول لرين عن طريق مارتن تيرير، وسجل الهدف الثاني في فوز 3–2، حيث لعب كجناح أيسر.

### باريس سان جيرمان
في 17 أغسطس 2024، انضم دوي إلى نادي باريس سان جيرمان في الدوري الفرنسي في صفقة بلغت قيمتها 50 مليون يورو، باستثناء المكافآت. وقّع عقدًا ساريًا حتى 30 يونيو 2029. وبذلك، رفض عرضًا من نادي بايرن ميونيخ الألماني.
في 23 أغسطس، شارك دوي لأول مرة مع أبطال فرنسا كبديل في الفوز 6–0 على مونبلييه، مرتديًا القميص رقم 14. وفي المقابلة التي أجريت بعد المباراة، صرح دوي أنه لا يندم على قراره بالتوقيع مع باريس سان جيرمان بدلاً من بايرن. في المباراة التالية في 1 سبتمبر، سجل تمريرته الحاسمة الأولى لفريق باريس سان جيرمان، حيث مرر كرة عرضية إلى راندال كولو مواني برأسه ليضمن الفوز 3–1 على ليل.
في 18 سبتمبر، شارك لأول مرة في دوري أبطال أوروبا على ملعب بارك دي برانس ضد نادي جيرونا الإسباني. في 10 ديسمبر، سجل هدفه الأول في دوري أبطال أوروبا في فوز خارج أرضه 3–0 على آر بي سالزبورغ. في 15 ديسمبر، حصل على جائزة رجل المباراة الأولى له في الدوري الفرنسي كلاعب في باريس سان جيرمان لأدائه في الفوز 3–1 على أرضه ضد ليون، حيث قدم المساعدة لهدف عثمان ديمبيلي الافتتاحي وحصل على ركلة جزاء في الشوط الثاني، والتي حولها فيتينيا. في 19 فبراير 2025، دخل دوي كبديل في مباراة فاصلة في دوري أبطال أوروبا ضد فريق ستاد بريستوا من الدوري الفرنسي. سجل هدفًا وقدم تمريرة حاسمة في فوز باريس سان جيرمان 7–0 في النهاية.
استمرت مكانته في فريق باريس سان جيرمان في النمو مع عروض مثيرة للإعجاب بما في ذلك مباراة ضد ليل في 1 مارس، حيث سجل هدفًا وصنع آخر. في 11 مارس، في مباراة الإياب من دور الستة عشر لدوري أبطال أوروبا ضد ليفربول، دخل دوي بديلاً لبرادلي باركولا وسجل ركلة الجزاء الحاسمة في أنفيلد التي فازت بها باريس في مباراة العودة بعد خسارة مباراة الذهاب 1–0. في 5 أبريل، سجل الهدف الوحيد في فوز 1–0 على أنجيه، ليضمن لناديه لقب الدوري الفرنسي الثالث عشر. في 9 أبريل، سجل دوي هدف التعادل في مباراة الذهاب في ربع نهائي دوري أبطال أوروبا ضد أستون فيلا من خارج منطقة الجزاء، وواصل باريس سان جيرمان الفوز 3–1 بعد تأخره بهدف. في 31 مايو 2025، ساعد ديزيري دوي أشرف حكيمي في تسجيل الهدف الافتتاحي وسجل الهدفين الثاني والثالث لباريس سان جيرمان في نهائي دوري أبطال أوروبا ضد إنتر ميلان. وبعمر 19 عامًا و363 يومًا، أصبح ثالث أصغر هداف في تاريخ نهائي دوري أبطال أوروبا.

## المسيرة الدولية
دوي هو لاعب دولي لمنتخب فرنسا للشباب، حيث مثل منتخب فرنسا تحت 17 سنة ومنتخب فرنسا تحت 19 سنة. لعب مع منتخب تحت 17 عامًا في حملتهم الفائزة ببطولة أوروبا تحت 17 عامًا 2022 ومنتخب تحت 19 عامًا في تصفيات بطولة أوروبا تحت 19 سنة 2024 ‏. شارك دوي لأول مرة مع منتخب فرنسا تحت 21 عامًا في 13 أكتوبر 2023 في مباراة تصفيات بطولة أوروبا تحت 21 عامًا ضد البوسنة والهرسك، حيث حصل على بطاقتين صفراوين وطُرد قبل صافرة النهاية.
في 22 مارس 2024، شارك دوي لأول مرة مع منتخب فرنسا الأولمبي لكرة القدم في مباراة ودية ضد كوت ديفوار، وسجل هدفين في فوز 3–2. شارك في خمس مباريات في دورة الألعاب الأولمبية 2024، بما في ذلك ظهور ملحوظ من مقاعد البدلاء في المباراة النهائية ضد إسبانيا، والتي خسرتها فرنسا 5–3، واضطرت إلى الاكتفاء بمركز الوصيف في البطولة التي استضافتها.
في 13 مارس 2025، تلقى دوي أول استدعاء له للمنتخب الفرنسي وشارك لأول مرة في ربع نهائي دوري الأمم الأوروبية 2024–25 ضد كرواتيا.

## أسلوب اللعب والاستقبال
المركز الطبيعي لدوي هو لاعب خط وسط مهاجم، لكن تعدد استخداماته يسمح له باللعب في عمق خط الوسط، على أي جناح، أو كمهاجم، اعتمادًا على التشكيل. يتميز دوي بقدرته على اللعب من منطقة الجزاء إلى منطقة الجزاء مع عين ثاقبة على المرمى، وقد اشتهر برشاقته وتسارعه وسرعته الاستثنائية. بفضل مهاراته الممتازة في المراوغة والتسديد والتمرير، فإنه يشكل تهديدًا هجوميًا قويًا في مجموعة متنوعة من المواقف. وفقًا للصحفي ليام ثارم، الذي حلل اللاعب لصحيفة ذا أثلتيك، فإن القوة الخارقة لدوي هي حمل الكرة، حيث احتل المرتبة الثانية بين لاعبي خط الوسط في الدوريات الأوروبية الخمس الكبرى خلال موسم 2022–23 في الحمل التدريجي (3.4 لكل 90 دقيقة)، والواحد في المائة الأعلى للمراوغات الناجحة (3.9). يصف موقع إي إس بي إن دوي بأنه «فنان ترفيهي في القلب، مليء بالحيل والمهارات المصممة لزعزعة الخصوم». على الرغم من استخدامه في المقام الأول كلاعب هجومي، فقد تم الإشادة بدوي أيضًا لمساهمته الدفاعية، وهو ما يتضح من خلال متوسطه لأكثر من ثلاثة تدخلات في المباراة الواحدة في الدوري الفرنسي، مما وضعه ضمن أفضل ستة بالمائة من لاعبي خط الوسط في الدوري.
أشاد برونو جينيسيو، مدرب رين، بدوي، واصفًا إياه بأنه «مُجهز بدنيًا»، وأثنى عليه أيضًا: «يقرأ المباراة ببراعة. من الناحية الفنية، سواءً بالقدم اليمنى أو اليسرى، فهو متكامل، ويتمتع بتحكم جيد فيهما. خارج الملعب، إنه لاعبٌ رائع. هادئ، يتمتع بروح قيادية، وفي الوقت نفسه يطلب النصيحة. إنه مرتاح البال ومُخلص في عمله. إنه بالفعل لاعبٌ محترف». صرح لاعب خط الوسط المخضرم نيمانيا ماتيتش الذي وقع مع رين في صيف عام 2023 أن دوي لديه إمكانات كبيرة.
كما تم مقارنة دوي مع لاعب باريس سان جيرمان السابق نيمار، خاصة بعد وصوله إلى النادي الفرنسي، حيث تم الاستشهاد به باعتباره وريث البرازيلي بسبب إبداعه وموهبته وقدرته على المراوغة ونظرته نحو الهدف. أشاد لويس إنريكي، مدرب باريس سان جيرمان، بدوي بسبب «قدراته الفنية وبنيته الجسدية وشخصيته».

## الحياة الشخصية
وُلِد دوي في أنجيه، مين–إي–لوار، فرنسا، لأب إيفواري وأم فرنسية. يحمل الجنسيتين الفرنسية والإيفوارية. شقيقه جويلا دوي ‏، وأبناء عمومته يان غبوهو ‏ ومارك أوليفييه دوي ‏ هم أيضًا لاعبو كرة قدم محترفون.
وقد اعترف دوي بنيمار وليونيل ميسي باعتبارهما مثاله الأعلى في كرة القدم.

## الإحصائيات

### النادي
آخر تحديث 24 مايو 2025.
| النادي           | الموسم   | الدوري         | الدوري | الدوري  | كأس فرنسا | كأس فرنسا | أوروبا | أوروبا  | أخرى   | أخرى    | المجموع | المجموع |
| النادي           | الموسم   | الدرجة         | الظهور | الأهداف | الظهور    | الأهداف   | الظهور | الأهداف | الظهور | الأهداف | الظهور  | الأهداف |
| ---------------- | -------- | -------------- | ------ | ------- | --------- | --------- | ------ | ------- | ------ | ------- | ------- | ------- |
| رين الثاني       | 2021–22  | الدرجة الخامسة | 10     | 1       | —         | —         | —      | —       | —      | —       | 10      | 1       |
| رين الثاني       | 2022–23  | الدرجة الخامسة | 1      | 0       | —         | —         | —      | —       | —      | —       | 1       | 0       |
| رين الثاني       | المجموع  | المجموع        | 11     | 1       | —         | —         | —      | —       | —      | —       | 11      | 1       |
| رين              | 2022–23  | الدوري الفرنسي | 26     | 3       | 1         | 0         | 7      | 1       | —      | —       | 34      | 4       |
| رين              | 2023–24  | الدوري الفرنسي | 31     | 4       | 5         | 0         | 6      | 0       | —      | —       | 42      | 4       |
| رين              | المجموع  | المجموع        | 57     | 7       | 6         | 0         | 13     | 1       | —      | —       | 76      | 8       |
| باريس سان جيرمان | 2024–25  | الدوري الفرنسي | 31     | 6       | 5         | 4         | 15     | 3       | 1      | 0       | 52      | 13      |
| الإجمالي         | الإجمالي | الإجمالي       | 99     | 14      | 11        | 4         | 28     | 4       | 1      | 0       | 139     | 22      |

1. 1 2  المباريات في في الدوري الأوروبي
2. ↑  المباريات في دوري أبطال أوروبا
3. ↑  المباراة في كأس الأبطال الفرنسي

### المنتخب
آخر تحديث 23 مارس 2025.
| المنتخب الوطني | العام   | الظهور | الأهداف |
| -------------- | ------- | ------ | ------- |
| فرنسا          | 2025    | 1      | 0       |
| المجموع        | المجموع | 1      | 0       |

## الإنجازات
باريس سان جيرمان
- الدوري الفرنسي الدرجة الأولى: 2024–25[54]
- كأس فرنسا: 2024–25[55]
- كأس الأبطال: 2024[56]
- دوري أبطال أوروبا: 2024–25

فرنسا تحت 17 سنة
- بطولة أوروبا تحت 17 عامًا: 2022[بحاجة لمصدر]

فرنسا تحت 23 سنة
- الميدالية الفضية في الألعاب الأولمبية الصيفية: 2024[57]

الفردية
- لاعب الشهر في الدوري الفرنسي: مارس 2025[58]
- أفضل لاعب شاب في الدوري الفرنسي  [لغات أخرى]‏: 2024–25[59]
- فريق العام  [لغات أخرى]‏ للدوري الفرنسي الدرجة الأولى التابع للاتحاد الوطني لكرة القدم: 2024–25[60]

الأوسمة
- وسام فارس الاستحقاق الوطني: 2024[61]

## وصلات خارجية
- ديزيري دوي على موقع الاتحاد الأوربي (الإنجليزية)
- ديزيري دوي على موقع إي إس بي إن إف سي (الإنجليزية)
- ديزيري دوي على موقع قاعدة بيانات كرة القدم.إي يو (الإنجليزية)
- ديزيري دوي على موقع ليكيب (الفرنسية)
- ديزيري دوي على موقع ناشيونال فوتبول تيمز (الإنجليزية)
- ديزيري دوي على موقع Soccerbase.com (لاعب) (الإنجليزية)
- ديزيري دوي على موقع Soccerway.com (الإنجليزية)
- ديزيري دوي على موقع عالم كرة القدم.نت (الإنجليزية)
- ديزيري دوي على موقع اللجنة الأولمبية الدولية (الإنجليزية)